# Карневал, анђео и прах
„Карневал, анђео и прах“ је југословенски филм из 1990. године. Режирао га је Антун Врдољак према сопственом сценарију који је адаптација новела из збирке „Руке“ Ранка Маринковића.

## Улоге
| Глумац                 | Улога    |
| ---------------------- | -------- |
| Нада Абрус             |          |
| Ена Беговић            | Фрида    |
| Борис Дворник          |          |
| Марија Кон             |          |
| Ален Ливерић           | шегрт    |
| Данко Љуштина          |          |
| Тонко Лонза            | Алберт   |
| Бернарда Оман          |          |
| Милка Подруг Кокотовић |          |
| Синиша Поповић         | геометар |
| Асја Поточњак          |          |
| Жарко Поточњак         |          |
| Раде Шербеџија         |          |
| Зијах Соколовић        |          |
| Ивица Видовић          |          |
| Звонимир Зоричић       |          |